# Călătoria 2: Insula misterioasă

Afișul original al filmului

Călătoria 2: Insula misterioasă (2012) (Journey 2: The Mysterious Island sau Journey to the Mysterious Island) este un film SF de aventură 3D american regizat de Brad Peyton și o continuare a filmului din 2008 Călătorie spre centrul Pământului (Journey to the Center of the Earth). Ca și primul film, acesta se bazează pe romanele lui Jules Verne, în special Insula misterioasă din 1874-1875.

## Povestea
Sean Anderson este prins de poliție când încearcă să scape dintr-un centru de cercetare prin satelit, unde a încercat să prindă un semnal care era prea slab pentru a fi recepționat în altă parte. Este escortat acasă de către tatăl său vitreg, Hank Parsons, căruia în cele din urmă îi arată mesajul misterios pe care l-a recepționat și pe care se chinuia să-l decodeze. Hank, în încercarea sa de a se înțelege cu fiul său vitreg, rezolvă codul care spune să se uite în cărțile Insula misterioasă (de Jules Verne), Călătoriile lui Gulliver (de Jonathan Swift) și Comoara din insulă (de Robert Louis Stevenson). Sean sugerează că autorii cărților au descris toți aceeași insulă. Hank rupe din fiecare carte pagina cu harta și când le pune pe toate trei suprapuse în bătaia luminii apare o nouă hartă care arată coordonatele insulei. Sean crede că bunicul lui care a dispărut de mult este cel care a trimis mesajul radio și că el a descoperit insula. Sean și Hank imediat pornesc spre insula Palau. Atât Hank cât și soția sa, Liz, nu cred nimic din ce este spune Sean, cum ar fi faptul că insula misterioasă ar putea exista cu adevărat și că bunicul lui a descoperit-o, dar după ce Hank consideră că această călătorie l-ar putea ajuta să se apropie de fiul său vitreg care de obicei este anti-social, pornesc în căutarea insulei. Aici ei incearca sa plece de pe insula inainte ca aceasta sa se scufunde pentru totdeauna,dar personajele noastre trebuie sa aiba grija si de animalele foarte speciale de pe insula.

## Distribuție
- Dwayne Johnson este Hank Parsons, tatăl vitreg al lui Sean
- Josh Hutcherson este Sean Anderson
- Vanessa Hudgens este Kailani, femeia de care se îndrăgostește Sean și ghidul său
- Michael Caine este Alexander Anderson, bunicul lui Sean
- Luis Guzman este Gabato, membru al echipei lui Kailani
- Kristin Davis este Elizabeth "Liz" Anderson, mama lui Sean